# Літорал-Осідентал-Мараньєнсі (мікрорегіон)
Літорал-Осідентал-Мараньєнси (порт. Microrregião do Litoral Ocidental Maranhense) — мікрорегіон в Бразилії, входить в штат Мараньян. Складова частина мезорегіону Північ штату Мараньян. Населення становить 183 340 чоловік на 2006 рік. Займає площу 9557,592 км². Густота населення — 19,2 чол./км².

## Склад мікрорегіону
До складу мікрорегіону включені наступні муніципалітети:
1. Алкантара
2. Апікун-Асу
3. Бакурі
4. Бакуритуба
5. Бекіман
6. Седрал
7. Сентрал-ду-Мараньян
8. Курурупу
9. Гімарайнс
10. Міринзал
11. Порту-Рику-ду-Мараньян
12. Серрану-ду-Мараньян

| Бразилія | Це незавершена стаття з географії Бразилії. Ви можете допомогти проєкту, виправивши або дописавши її. |